# Князе-Григорівська сільська рада
Кня́зе-Григо́рівська сільська́ ра́да — адміністративно-територіальна одиниця та орган місцевого самоврядування в Великолепетиському районі Херсонської області. Адміністративний центр — село Князе-Григорівка.

## Загальні відомості
- Територія ради: 4,738 км²
- Населення ради: 2 084 особи (станом на 2001 рік)
- Територією ради протікає річка Дніпро

## Населені пункти
Сільській раді були підпорядковані населені пункти:
- с. Князе-Григорівка
- с. Середнє

## Склад ради
Рада складалася з 16 депутатів та голови.
- Голова ради:
- Секретар ради: Андрійовська Тетяна Михайлівна

### Керівний склад попередніх скликань
| Прізвище, ім'я, по батькові | Основні відомості                                                         | Дата обрання | Дата звільнення |
| --------------------------- | ------------------------------------------------------------------------- | ------------ | --------------- |
| Бургун Микола Васильо Вич   | Сільський голова, 1959 року народження, член Комуністичної партії України | 26.03.2006   | 31.10.2010      |
| Бойко Віктор Іванович       | Сільський голова, 1947 року народження, освіта вища, член Партії регіонів | 31.10.2010   | 19.03.2014      |

Примітка: таблиця складена за даними сайту Верховної Ради України

### Депутати
За результатами місцевих виборів 2010 року депутатами ради стали:

#### За суб'єктами висування
| Суб'єкт висування                                       | Кількість обраних депутатів | %    |
| ------------------------------------------------------- | --------------------------- | ---- |
| Партія регіонів                                         | 5                           | 31,3 |
| Комуністична партія України                             | 4                           | 25   |
| Політична партія Всеукраїнське об'єднання «Батьківщина» | 3                           | 18,8 |
| Самовисування                                           | 2                           | 12,5 |
| Народна партія                                          | 1                           | 6,3  |
| Політична партія «Сильна Україна»                       | 1                           | 6,3  |

#### За округами
| № округу                                                | Прізвище, ім'я, по батькові      | Дата визнання обраним | Освіта             | Партійна приналежність                        | Відомості про обраного депутата                          |
| ------------------------------------------------------- | -------------------------------- | --------------------- | ------------------ | --------------------------------------------- | -------------------------------------------------------- |
| Комуністична партія України                             |                                  |                       |                    |                                               |                                                          |
| 3                                                       | Чиж Антоніна Вікторівна          | 02.11.2010            | вища               | позапартійна                                  | Князе-Григорівська сільська рада, землевпорядник         |
| 12                                                      | Страх Андрій Миколайович         | 02.11.2010            | середня спеціальна | позапартійний                                 | СТОВ «Князі», директор                                   |
| 14                                                      | Страх Петро Миколайович          | 02.11.2010            | середня спеціальна | позапартійний                                 | СТОВ «Князі», бригадир                                   |
| 15                                                      | Шинкарук Ірина Віталіївна        | 02.11.2010            | середня            | позапартійна                                  | тимчасово не працює                                      |
| Народна Партія                                          |                                  |                       |                    |                                               |                                                          |
| 7                                                       | Осіїк Сергій Микитович           | 02.11.2010            | вища               | член Народної партії                          | фермерське господарство «Ранок», голова                  |
| Партія регіонів                                         |                                  |                       |                    |                                               |                                                          |
| 4                                                       | Іщенко Галина Іванівна           | 02.11.2010            | середня спеціальна | член Партії регіонів                          | Будинок культури, бібліотекар                            |
| 5                                                       | Зінченко Надія Миколаївна        | 02.11.2010            | середня спеціальна | член Партії регіонів                          | фельдшерсько-акушерський пункт сімейної медицини, акушер |
| 9                                                       | Голуб Тетяна Іванівна            | 02.11.2010            | середня спеціальна | член Партії регіонів                          | загальноосвітня школа I-III ст., вчитель                 |
| 11                                                      | Кучук Олександр Сергійович       | 02.11.2010            | середня спеціальна | член Партії регіонів                          | тимчасово не працює                                      |
| 13                                                      | Зінченко Олександр Олександрович | 02.11.2010            | вища               | член Партії регіонів                          | загальноосвітня школа I-III ст., заступник директора     |
| Політична партія Всеукраїнське об'єднання «Батьківщина» |                                  |                       |                    |                                               |                                                          |
| 1                                                       | Курас Андрій Олександрович       | 02.11.2010            | середня            | член Всеукраїнського об'єднання «Батьківщина» | тимчасово не працює                                      |
| 2                                                       | Кипра Вікторія Вікторівна        | 02.11.2010            | середня            | член Всеукраїнського об'єднання «Батьківщина» | тимчасово не працює                                      |
| 8                                                       | Сильчик Олександр Вікторович     | 02.11.2010            | середня            | член Всеукраїнського об'єднання «Батьківщина» | Князе-Григорівська сільська рада, прибиральник           |
| Політична партія «Сильна Україна»                       |                                  |                       |                    |                                               |                                                          |
| 6                                                       | Хімчик Тетяна Анатоліївна        | 02.11.2010            | середня спеціальна | член Політичної партії «Сильна Україна»       | СТОВ «Князі», головний бухгалтер                         |
| Самовисування                                           |                                  |                       |                    |                                               |                                                          |
| 10                                                      | Андрійовська Тетяна Михайлівна   | 02.11.2010            | середня            | позапартійна                                  | Князе-Григорівська сільська рада, секретар               |
| 16                                                      | Ткач Олександр Васильович        | 02.11.2010            | вища               | позапартійний                                 | приватний підприємець                                    |

## Населення
Згідно з переписом УРСР 1989 року чисельність наявного населення сільської ради становила 2183 особи, з яких 1027 чоловіків та 1156 жінок.
За переписом населення України 2001 року в сільській раді мешкали 2083 особи.

### Мова
Розподіл населення за рідною мовою за даними перепису 2001 року:
| Мова       | Відсоток |
| ---------- | -------- |
| українська | 95,01 %  |
| російська  | 3,55 %   |
| вірменська | 1,30 %   |
| білоруська | 0,10 %   |